# Lecanora
Lecanora is een geslacht van korstmossen dat behoort tot de orde Lecanorales van de ascomyceten. De typesoort is Lecanora subfusca.

## Kenmerken
Het thallus is wit tot grijsgroen, soms lichtgeel, korstvormig en soms duidelijk gelobde randen. De apotheciën zijn lecanoroïde, de sporen ongesepteerd en kleurloos.
De soorten groeien een tot enkele millimeters per jaar en kunnen tientallen jaren oud worden, sommige zelfs enkele honderden jaren. Door het afsterven vanuit het centrum ontstaan er ringen. Lecanora-soorten produceren usninezuur. Men neemt aan dat het de korstmossen tegen ultraviolette straling beschermt en door zijn intens bittere smaak korstmossen beschermt tegen begrazing.

## Verspreiding
Soorten van het geslacht komen over de hele wereld voor, ook in de poolgebieden.

## Ecologie
Soorten zijn te vinden op steen, muren en wegen. Sommige soorten komen ook voor op de bast van bomen.
De apotheciën bestaan ruwweg uit ronde schijven met randen van fotosynthetisch weefsel. Dit weefsel is vergelijkbaar met het thallus.

## Soorten
Enkele soorten zijn:
- Lecanora argentata (Ach.) Röhl. (1813) - bosschotelkorst
- Lecanora albellula (Nyl.) Th. Fr. (1871) - bleke bosschotelkorst
- Lecanora antiqua (J.R. Laundon) S.Y. Kondr., Lőkös & Farkas (2020) - kerkschotelkorst
- Lecanora barkmaniana Aptroot & Herk (1999) - ammoniakschotelkorst
- Lecanora carpinea (L.) Vain. (1888) - melige schotelkorst
- Lecanora campestris (Schaer.) Hue (1888) - kastanjebruine schotelkorst
- Lecanora conizaeoides Nyl. ex Cromb. (1885)[3] - groene schotelkorst
- Lecanora gangaleoides Nyl. (1872) - granietschotelkorst
- Lecanora helicopis (Wahlenb. ex Ach.) Ach. (1814) - zeeschotelkorst
- Lecanora horiza (Ach.) Röhl. (1813) - donkere schotelkorst
- Lecanora muralis (Schreb.) Rabenh. (1845) - muurschotelkorst
- Lecanora polytropa (Hoffm.) Rabenh. (1845) - geelgroene schotelkorst
- Lecanora rupicola (L.) Zahlbr. (1928) - dijkschotelkorst
- Lecanora saligna (Schrad.) Zahlbr. (1928) - houtschotelkorst
- Lecanora sarcopidoides (A.Massal) Hedl. (1892) - valse bosschotelkorst
- Lecanora subsaligna M. Brand & van den Boom 2008 - valse houtschotelkorst
- Lecanora subcarpinea Szatala (1954) - berijpte schotelkorst
- Lecanora sulphurea (Hoffm.) Ach. 1810 - zwavelgroene schotelkorst
- Lecanora strobilina (Spreng.) Kieff. (1895) - bleke dennenschotelkorst
- Lecanora symmicta (Ach.) Ach. (1814) - bolle schotelkorst
- Lecanora usneicola Etayo (2006)
- Lecanora varia (Hoffm.) S.Y. Kondr., Lőkös & Farkas (2019) - hardhoutschotelkorst
- Lecanora zosterae (Ach.) Śliwa, Zhao Xin & Lumbsch (2015) - zilte schotelkorst

## Fotogalerij

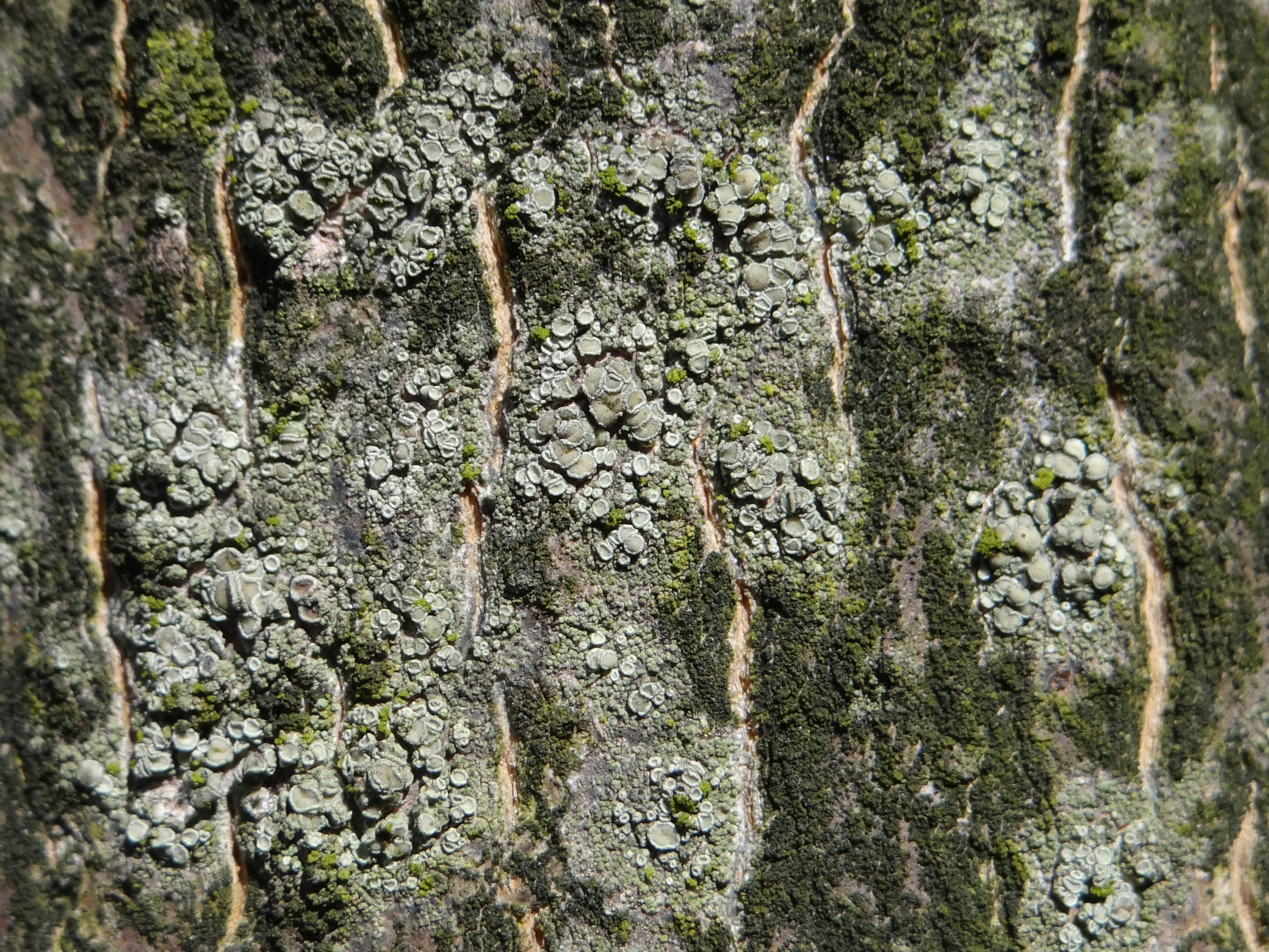
Lecanora conizaeoides op boomschors
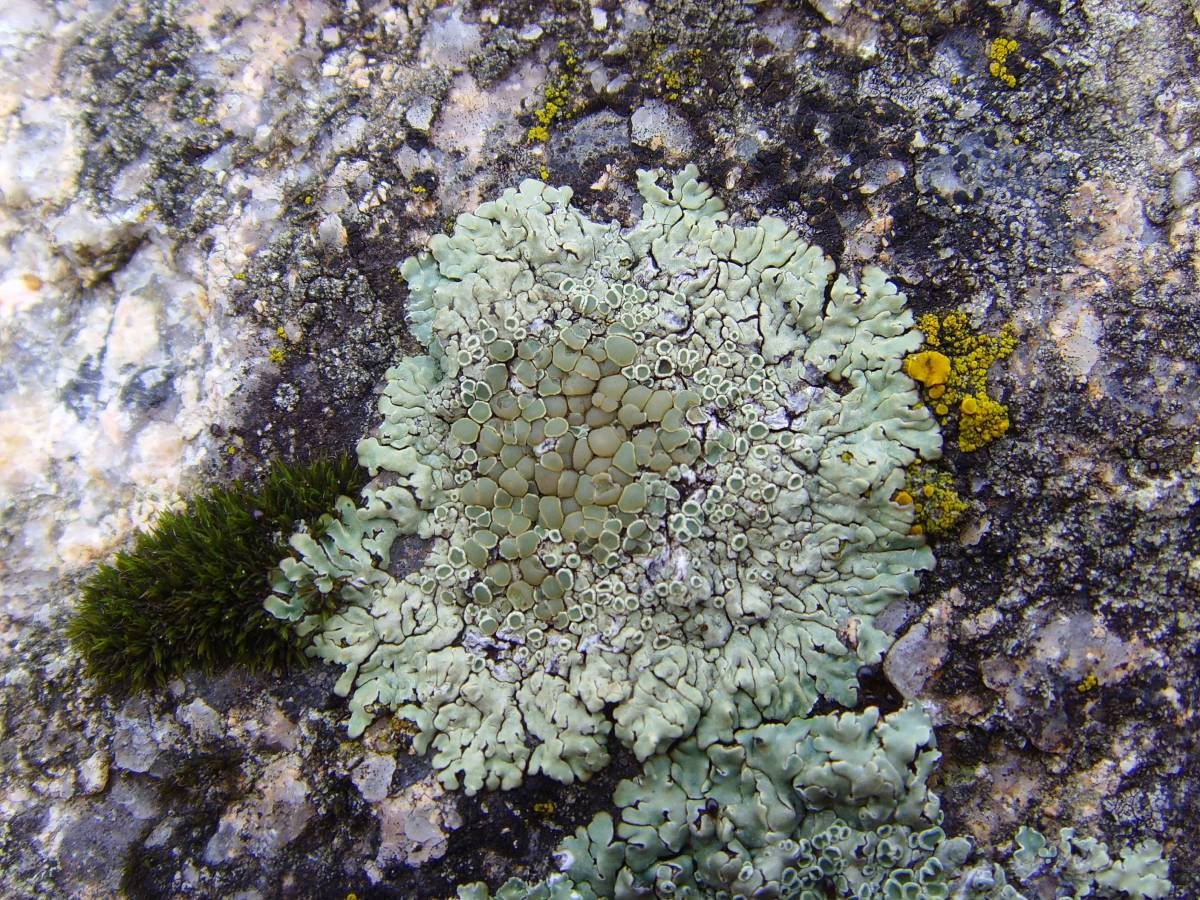
Lecanora muralis op steen
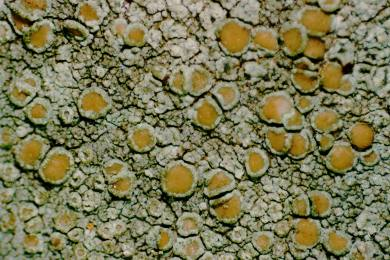
Lecanora strobilina
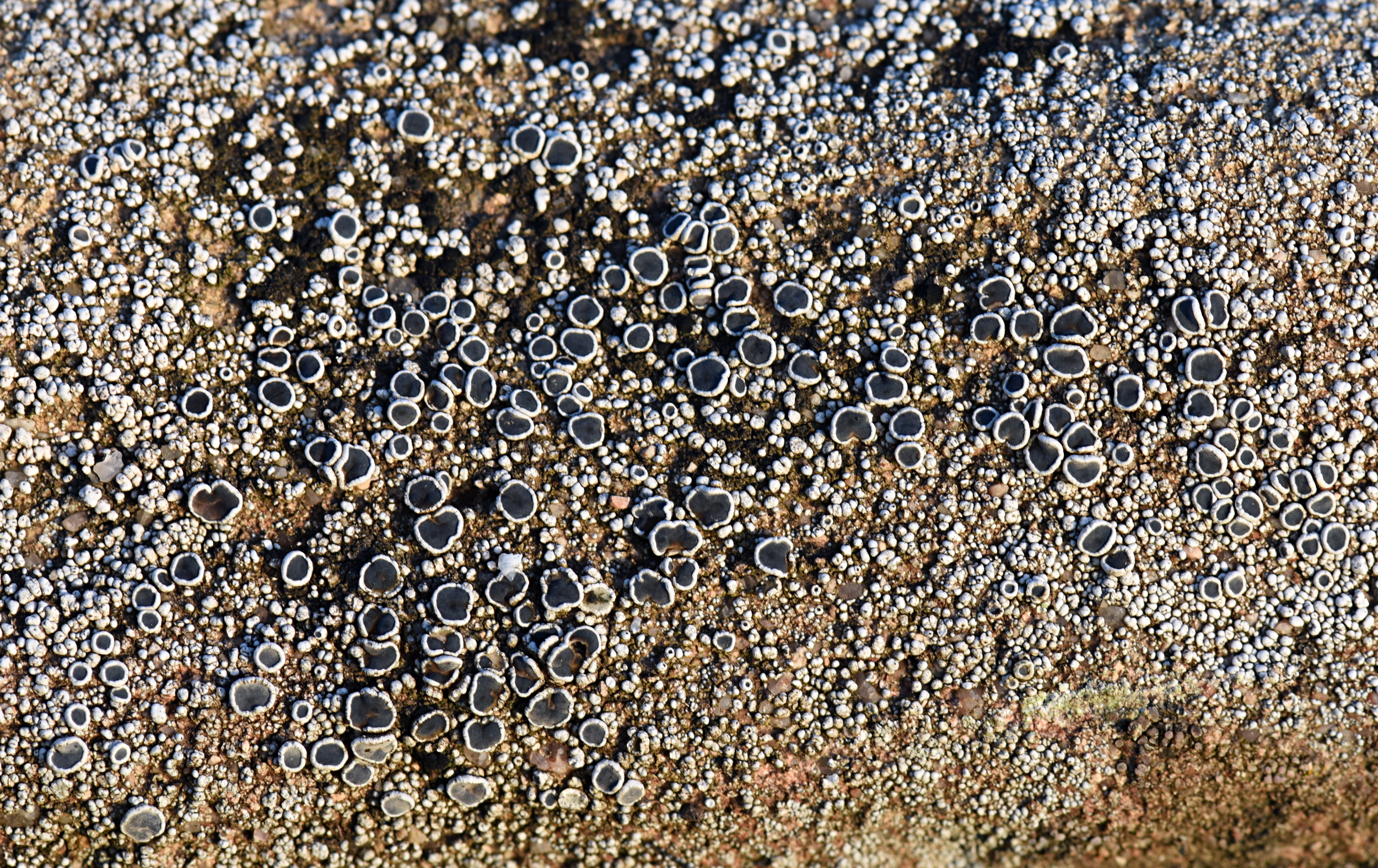
Lecanora aan de kust van Californië
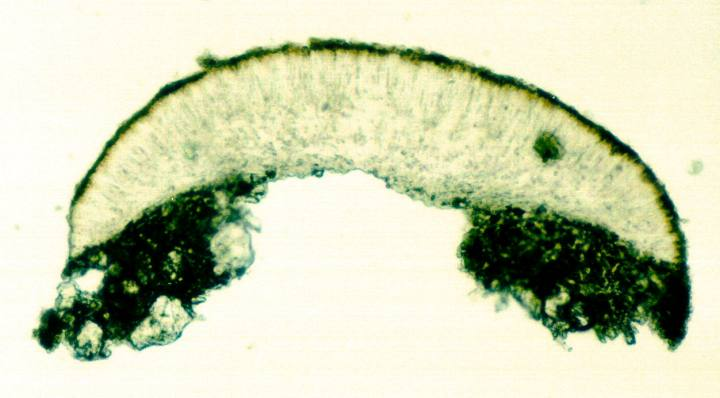
Apothecium van Lecanora fuscescens
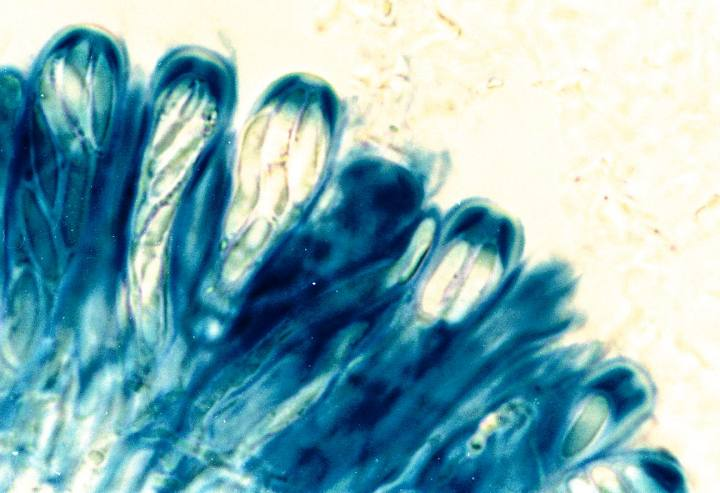
Apothecium met asci van Lecanora strobilina
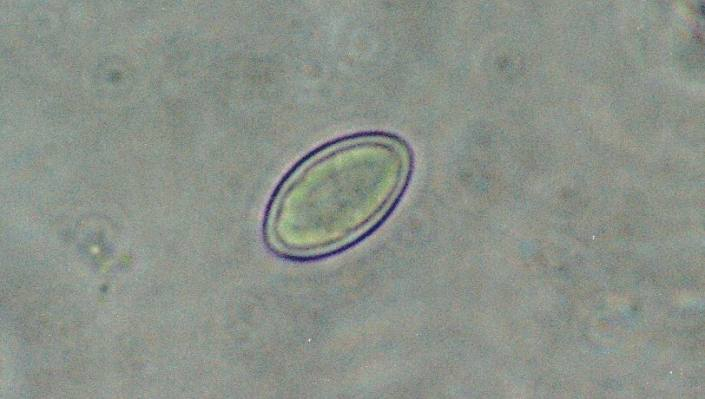
Ascospore van Lecanora pulicaris